# Epidendrum ruizianum
Epidendrum ruizianum là một loài thực vật có hoa trong họ Lan. Loài này được Steud. mô tả khoa học đầu tiên năm 1840.